# Kansas City (Missouri)
Kansas City is een stad in de Amerikaanse staat Missouri. Het inwoneraantal wordt geschat op 491.918 inwoners (2018). Het is hiermee de 36e stad in de Verenigde Staten (2010). De oppervlakte bedraagt 811,6 km², waarmee het de 13e stad is.
Tegenover deze stad ligt in de staat Kansas haar zusterstad Kansas City (Kansas). Beide steden, gelegen aan de uitmonding van de Kansas River in de Missouri River, maken deel uit van het stedelijk gebied Kansas City.

## Geschiedenis
De stad kreeg in de jaren '30 de bijnaam Tom's Town als verwijzing naar de corrupte politicus Tom Pendergast, die erg invloedrijk was in de Democratische Partij en tegelijk banden had met het misdaadmilieu van Kansas City. De stad was een thuishaven voor verschillende huurmoordenaars, dieven en overvallers. Na de arrestatie van Pendergast in 1939 werd in 1940 de partijloze advocaat John B. Gage verkozen als burgemeester. Hij bleef gedurende drie termijnen burgemeester en saneerde de financiën van de stad.

## Klimaat
In januari is de gemiddelde temperatuur -3,5 °C, in juli is dat 25,8 °C. Jaarlijks valt er gemiddeld 955,5 mm neerslag (gegevens op basis van de meetperiode 1961-1990).

## Verkeer

### Vliegverkeer
Kansas City heeft twee vliegvelden. Dicht bij het centrum ligt het Charles B. Wheeler Downtown Airport. Wat verder naar het noorden ligt de internationale luchthaven Kansas City International Airport.

## Sport
Kansas City heeft twee sportclubs die uitkomen in een van de vier grootste Amerikaanse profsporten. Het gaat om:
- Kansas City Royals (honkbal)
- Kansas City Chiefs (American football)

## Stedenbanden
- Guadalajara (Mexico)

## Plaatsen in de nabije omgeving
De onderstaande figuur toont nabijgelegen plaatsen in een straal van 12 km rond Kansas City.

## Bekende personen uit Kansas City

### Geboren
- Wallace Beery (1885-1945), acteur
- Jeanne Eagels (1890-1929), actrice
- Ub Iwerks (1901-1971), striptekenaar
- Dorothy Vaughan (1910-2008), wiskundige
- Florynce Kennedy (1916-2000), activiste
- James Gunn (1923-2020), sciencefictionschrijver
- Robert Altman (1925-2006), filmregisseur
- Melba Liston (1926-1999), jazz-tromboniste, muziekpedagoge
- Billy Mitchell (1926-2001), jazzsaxofonist
- Emma Lou Diemer (1927-2024), componiste, muziekpedagoge en organiste
- Burt Bacharach (1928-2023), componist
- William F. Nolan (1928-2021), schrijver
- Ed Asner (1929-2021), acteur
- Lynn Cohen (1933-2020), actrice
- Michael Rosbash (1944), geneticus, bioloog en Nobelprijswinnaar (2017)
- Basil Poledouris (1945-2006), Grieks-Amerikaans filmmuziekcomponist
- Dianne Wiest (1948), actrice
- Stephen Henderson (1949), acteur
- Chris Cooper (1951), acteur
- Julia Montgomery (1960), actrice
- Denis O'Hare (1962), acteur
- Don Cheadle (1964), acteur
- Wendy Moniz (1969), actrice
- Tech N9ne (1971), rapper
- Josh Shapiro (1973), Democratisch politicus; gouverneur van Pennsylvania
- Tim Harden (1974), sprinter
- Krizz Kaliko (1974), rapper
- Mireille Enos (1975), actrice
- Columbus Short (1982), acteur, zanger en choreograaf
- Jennifer Nichols (1983), handboogschutster
- Bobb'e J. Thompson (1996), acteur, rapper en komiek
- Grace VanderWaal (2004), zangeres

### Overleden
- Harry S. Truman (1884-1972), 33ste president van de Verenigde Staten

## Galerij

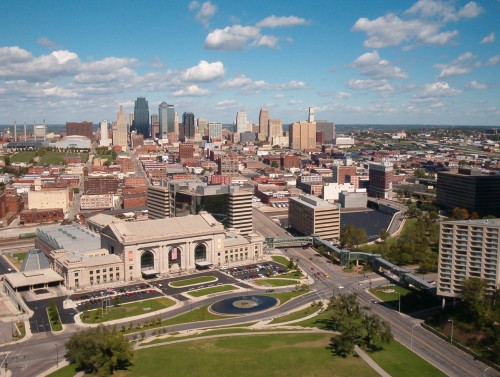
Skyline van Kansas City
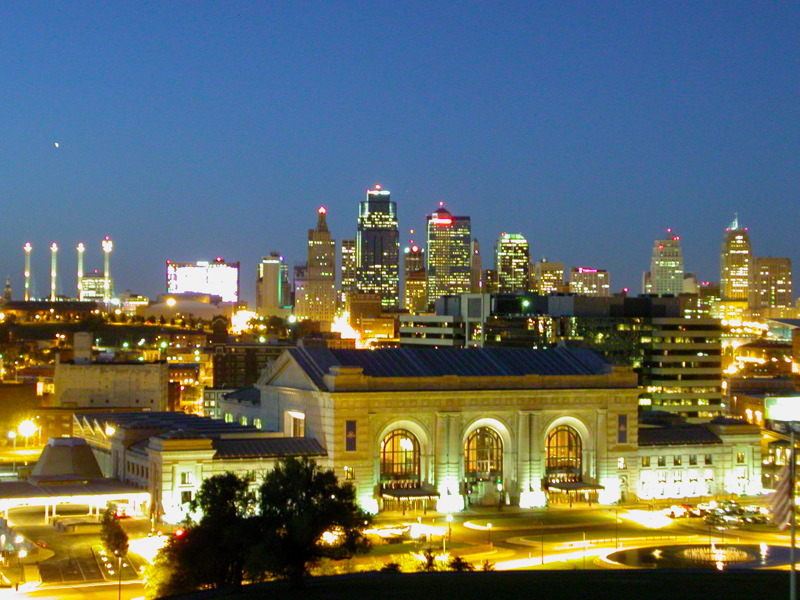
Kansas City bij nacht